# Podnoszenie ciężarów na Letnich Igrzyskach Olimpijskich 2004 – waga piórkowa mężczyzn
Rywalizacja w wadze do 62 kg mężczyzn w podnoszeniu ciężarów na Letnich Igrzyskach Olimpijskich 2004 odbyła się 16 sierpnia Hali Olimpijskiej Nikea. W rywalizacji wystartowało 20 zawodników z 18 krajów. Tytułu sprzed czterech lat nie obronił reprezentujący Chorwację Nikołaj Peszałow, który tym razem startował w innej kategorii wagowej. Nowym mistrzem olimpijskim został Chińczyk Shi Zhiyong, srebrny medal wywalczył jego rodak - Le Maosheng, a trzecie miejsce zajął Israel José Rubio z Wenezueli.
Pierwotnie trzecie miejsce zajął Grek Leonidas Sambanis, jednak po wykryciu w jego organizmie środków zabronionych został zdyskwalifikowany.

## Wyniki
| Pozycja | Zawodnik           | Reprezentacja   | Grupa | Waga  | Rwanie | Rwanie | Rwanie | Podrzut | Podrzut | Podrzut | Wynik |
| Pozycja | Zawodnik           | Reprezentacja   | Grupa | Waga  | 1      | 2      | 3      | 1       | 2       | 3       | Wynik |
| ------- | ------------------ | --------------- | ----- | ----- | ------ | ------ | ------ | ------- | ------- | ------- | ----- |
| 1. !    | Shi Zhiyong        | Chiny           | A     | 61,96 | 147,5  | 152,5  | 152,5  | 167,5   | 172,5   | 175,0   | 325,0 |
| 2. !    | Le Maosheng        | Chiny           | A     | 61,27 | 140,0  | 140,0  | 145,0  | 172,5   | 185,0   | 185,0   | 312,5 |
| 3. !    | Israel José Rubio  | Wenezuela       | B     | 61,38 | 127,5  | 132,5  | 135,0  | 157,5   | 162,5   | 165,0   | 295,0 |
| 4       | Armen Ghazarjan    | Armenia         | A     | 61,90 | 130,0  | 135,0  | 135,0  | 160,0   | 170,0   | 170,0   | 295,0 |
| 5       | Gustar Junianto    | Indonezja       | B     | 61,27 | 125,0  | 127,5  | 132,5  | 155,0   | 160,0   | 162,5   | 292,5 |
| 6       | Samson Matam       | Francja         | A     | 61,74 | 127,5  | 132,5  | 132,5  | 160,0   | 160,0   | 167,5   | 287,5 |
| 7       | Ümürbek Bazarbaýew | Turkmenistan    | A     | 61,68 | 130,0  | 135,0  | 135,0  | 157,5   | 165,0   | 165,0   | 287,5 |
| 8       | Sunarto Rasidi     | Indonezja       | B     | 61,78 | 125,0  | 130,0  | 130,0  | 155,0   | 160,0   | 162,5   | 285,0 |
| 9       | Yang Sheng-hsiung  | Chińskie Tajpej | B     | 61,78 | 115,0  | 120,0  | 120,0  | 155,0   | 160,0   | 165,0   | 280,0 |
| 10      | Manuel Minginfel   | Mikronezja      | B     | 61,53 | 115,0  | 115,0  | 120,0  | 147,5   | 147,5   | 152,5   | 272,5 |
| 11      | Toshio Imamura     | Japonia         | B     | 61,66 | 120,0  | 125,0  | 125,0  | 150,0   | 155,0   | 155,0   | 270,0 |
| 12      | Asif Malikov       | Azerbejdżan     | B     | 61,60 | 115,0  | 115,0  | 120,0  | 145,0   | 150,0   | 155,0   | 265,0 |
| 13      | Gert Trasha        | Albania         | B     | 61,99 | 110,0  | 115,0  | 117,5  | 135,0   | 140,0   | 145,0   | 255,0 |
| 14      | Ioan Veliciu       | Rumunia         | B     | 61,64 | 105,0  | 110,0  | 112,5  | 130,0   | 135,0   | 135,0   | 245,0 |
| 15      | Yacine Zouaki      | Maroko          | B     | 61,63 | 95,0   | 95,0   | 95,0   | 125,0   | 130,0   | 135,0   | 225,0 |
| —       | Sewdalin Minczew   | Bułgaria        | A     | 61,56 | 137,5  | 142,5  | 142,5  | 170,0   | 170,0   | 170,0   | —     |
| —       | Im Yong-su         | Korea Północna  | A     | 61,77 | 135,0  | 140,0  | 142,5  | 170,0   | 170,0   | 170,0   | —     |
| —       | Kamran Panjavi     | Wielka Brytania | B     | 61,75 | 105,0  | 105,0  | —      | —       | —       | —       | —     |
| —       | Diego Salazar      | Kolumbia        | A     | 61,52 | 135,0  | 135,0  | 135,0  | —       | —       | —       | —     |
| —       | Leonidas Sambanis  | Grecja          | A     | 61,49 | 140,0  | 145,0  | 147,5  | 162,5   | 167,5   | 167,5   | DSQ   |